# Sleepwalker (Rapper)
Sleepwalker (bürgerlich Marc Wichmann) ist ein deutscher Hip-Hop-Produzent, DJ, Dozent und Rapper. 

## Karriere
Er arbeitete hauptsächlich mit DJ Ben Kenobi und dem MC Mr. Schnabel zusammen,  und beteiligte sich an dem Underground-Projekt „Style Liga“. Daneben erreichte er 2001 mediale Bekanntheit durch eine Kollaboration mit den Hamburg City Allstars (Bubbles, Deichkind, Jan Delay, Moqui Marbles, Nico Suave), vor allem durch den Titel Vorsprechtermin. Der Titel war für neun Wochen in den deutschen Singlecharts und erreichte Platz 44. Auch gab es ein gleichnamiges Album mit den Hamburg City Allstars, das bei Motor Music erschien und sich über 50.000 Mal verkaufte. Von 2002 bis 2004 war Wichmann Mitglied der Hip-Hop-Formation Hamburger Hill.
Sleepwalker wirkte 2009 im Film Dicke Hose mit und war dort auch für die Musik zuständig.
Seit Anfang 2012 moderiert Sleepwalker unter dem Titel „Sleepy’s World of Music“ (SWOM) eine einstündige Internetradioshow. Diese läuft jeden zweiten Sonntag im Monat auf BlackMusic-Radio.de und kann auch auf mixcloud „nachgehört“ werden. Ende 2012 produzierte er das Lied und Musikvideo Satan Klaus des Hamburger Rappers Swiss.